# Marcin Bosak
Pour les articles homonymes, voir Bosak.
Marcin Bosak, né le 9 septembre 1979 à Łódź, est un acteur polonais.

## Biographie
Marcin Bosak sort diplômé de l'Académie de théâtre Alexandre Zelwerowicz en 2003.

## Filmographie
partielle
- 1995: Z piosenką przez Belweder
- 1999: Czy można się przysiąść
- 2003-2006: M jak miłość
- 2004: Pręgi
- 2011: Sous la ville
- 2017: Spoor (film, 2017)
- 2018 : Raven (série télévisée polonaise)

## Doublage polonais
- Andrew Garfield dans :
  - The Amazing Spider-Man (2012) : Peter Parker / Spider-Man
  - The Amazing Spider-Man : Le Destin d'un héros (2014) : Peter Parker / Spider-Man
- Tom Hiddleston dans :
  - Avengers (2012) : Loki
  - Thor : Le Monde des ténèbres (2013) : Loki
  - Thor : Ragnarok (2017) : Loki
  - Avengers: Infinity War (2018) : Loki
  - Avengers: Endgame (2019) : Loki
- Oscar Isaac dans : 
  - Star Wars, épisode VII : Le Réveil de la Force (2015) : Poe Dameron
  - Star Wars, épisode VIII : Les Derniers Jedi (2017) : Poe Dameron
  - Star Wars, épisode IX : L'Ascension de Skywalker (2019) : Poe Dameron